# 2003年澳門青洲非法危險品倉庫爆炸
2003年澳門青洲非法危險品倉庫爆炸發生在澳門青洲山腳、被多座合法易燃品中途儲存倉圍繞的一個非法危險品倉庫，於2003年8月1日晚上該倉庫內的危險品因為天氣炎熱產生化學反應，繼而發生爆炸引發大火。消防到場後隨即把青洲山附近的居民全部撤離，並花了超過四個小時撲滅大火。而事件也引起了澳門各界關注易燃品儲存倉的設立地點和監管問題。
因為事發地點位於多座合法的中途儲存倉之間，而這些倉庫儲存的易燃品主要為石油氣，故這次事件常又被稱為青洲石油氣中途倉爆炸，但事實上並無任何合法倉庫發生過爆炸。
2004年2月12日，是次爆炸事件在第26屆（2003年度）澳門日報十大新聞選舉中獲選為第四大澳門新聞。

## 肇事地點及環境

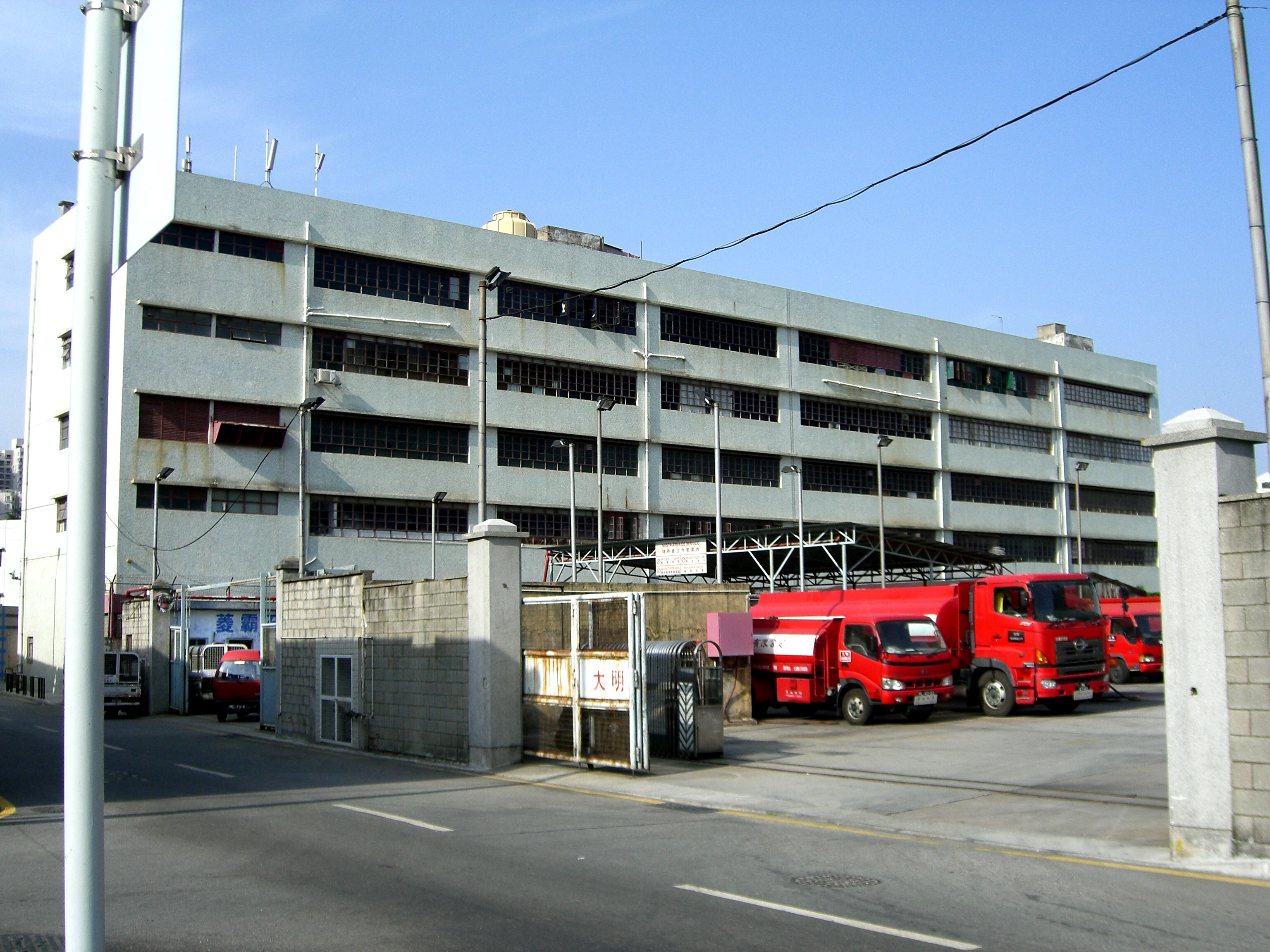
火場附近的青洲河邊馬路，五層高的建築為可樂廠，其側為菱霸石油氣和大明石油的中途倉

發生爆炸的非法危險品倉庫位於青洲山腳青洲新馬路與山茶街交界，周圍分佈了多家煤油和石油氣等中途儲存倉庫（俗稱「中途倉」），包括有華大石油灌氣棚、聯英行火水倉與石油氣倉、美豐石油貨場、勝利石油貨倉、聯合石油貨場、菱霸石油氣儲存倉以及大明石油貨倉等；當時各個倉庫內均有儲存石油氣等易燃品和停泊有多輛運油車和石油氣貨車，其中華大灌氣棚內當時有一個80噸圓球形的石油氣鼓（俗稱「氣球」）。另外外圍還有澳門可口可樂飲料有限公司與澳門工藝有限公司的廠房，以及一些汽車維修場和廢車場等。
在各個中途倉附近也有民居，包括有美樂花園、瑞祥新邨、幸福花園、福德新邨、青翠花園等，住有數百戶居民。另外也有澳門屠宰場廠址及澳門新福利巴士公司在青洲的車廠等，當時每晚均有數十輛新福利巴士停泊在肇事地點附近的青洲河邊馬路上。

## 事件經過
2003年8月1日晚上約10時45分，一名駐守在華大石油灌氣棚內的保安員正在棚內煮食，期間發現灌氣棚對面有黑煙冒出，不久後該處突然發生爆炸，保安員遂即報警。澳門消防局在晚上10時51分接報後即先派出一支消防隊到達火場灌救，後來火場連續出現爆炸，消防局於是再派多支消防隊增援，並動員全體消防人員返局準備參與救火工作。 
同時大批警員到火場附近把整個青洲山腳周圍的居民撤離，並封鎖整個青洲山及其一帶街區。各家石油公司均派出人員到場開啟各中途儲存倉的灑水系統，並駛走各倉內的車輛及盡可能將倉內的石油氣罐運走；澳門新福利亦要把原停泊在青洲車廠和青洲河邊馬路的巴士撤往關閘附近。
火場後來仍不斷發生爆炸，山茶街完全陷於火海並波及在旁邊的地盤，而通往火場的街道太過狹窄以致消防車難以接近火場，而且火場周圍缺乏消防水龍頭，消防局多次增派人手，並出動大型吸水機在青洲河邊馬路海旁吸取海水協助救火；時至8月2日凌晨1時30分火勢受到控制。期間在青洲河邊馬路以北、隔着鴨涌河的珠海拱北粵海國際花園亦需要疏散近一千名居民，同時珠海消防邊防五支隊亦在場戒備。
大火於8月2日凌晨3時許基本撲滅，4時青洲被解封。不過火場仍不斷冒煙，消防隊在火場內不斷淋水直至當日早上9時15分才告收隊。大火中並沒有中途倉受到波及。

## 調查
2003年8月6日，澳門消防局發表是次爆炸的初步調查報告，證實發生爆炸的地點為一個非法危險品倉庫，僅由鐵皮搭建，並無符合標準的安全設施，內裏存放了600桶共12萬升酒精類物品、40多支風煤樽，以及大量的氧化劑、腐蝕性液體、天拿水等危險品。相信事發前有危險品泄漏並揮發，在炎熱高溫下各種揮發氣體產生化學反應而釋出更高熱量，繼而着火，並波及周圍的危險品而引發連環爆炸。消防局亦曾表示會考慮檢控該非法倉庫的負責人，但是有關負責人卻下落不明，只有其妻子在事件數天後主動聯絡消防局。
同年10月17日，可燃產品設施監察委員會發表調查總結報告，當中指出該倉庫違反第19/89/M號法令《燃料產品設施安全規章》第二條（該倉庫的危險品儲存量超標）、第37/89/M號法令《商業場所、辦事處場所及勞務場所之衛生與安全總規章》第五章（該倉庫未設有緊急出口）、第24/95/M號法令《防火安全規章》第四十一條（該倉庫未具備儲存石油產品所應有的設施）和第四十二條（該倉庫未具備儲存石油以外之其他易燃物品所應有的設施）、以及第11/99/M號法令第四條（該倉庫的負責人未有履行工業場所的一般安全義務）。

## 迴響

### 海關被指不協助撲救
與火場同區的青洲上街海邊是澳門海關海上監察廳及其屬下的海上巡邏處，其基地停有多艘配備消防水泵的海關船隻。但在爆炸大火發生時卻沒有出動，卻要澳門消防局另外從遠處運送吸水機到場。為此澳門海關被指在是次大火中袖手旁觀，質疑沒有履行其致力保護人身和財產安全的職責。立法議員吳國昌亦就此向當局提出質詢，但海關未就此作出任何回應。

### 監管問題
可燃物品設施監察委員會在2003年8月2日下午召開記者會交代事件，但其成員對記者的回答卻出現前後矛盾，也表示「礙於法律權限及未有市民舉報」和因為該倉庫不是監委會管轄而未能作出監管，故有關當局對於危險品貯存的監管能力受到各界關注。加上發生爆炸的倉庫屬於非法，也反映出政府的監管並不足夠。澳門石油業商會更指出政府並沒有一套清晰的安全指引讓業者依從。
為此澳門各界都促請政府加強監管力度，澳門工聯認為政府應重新檢討當時的易燃品監管法例。同年10月21日，時任運輸工務司司長歐文龍表示會全面改組可燃物品設施監察委員會以加強其職能。

### 中途倉位置問題

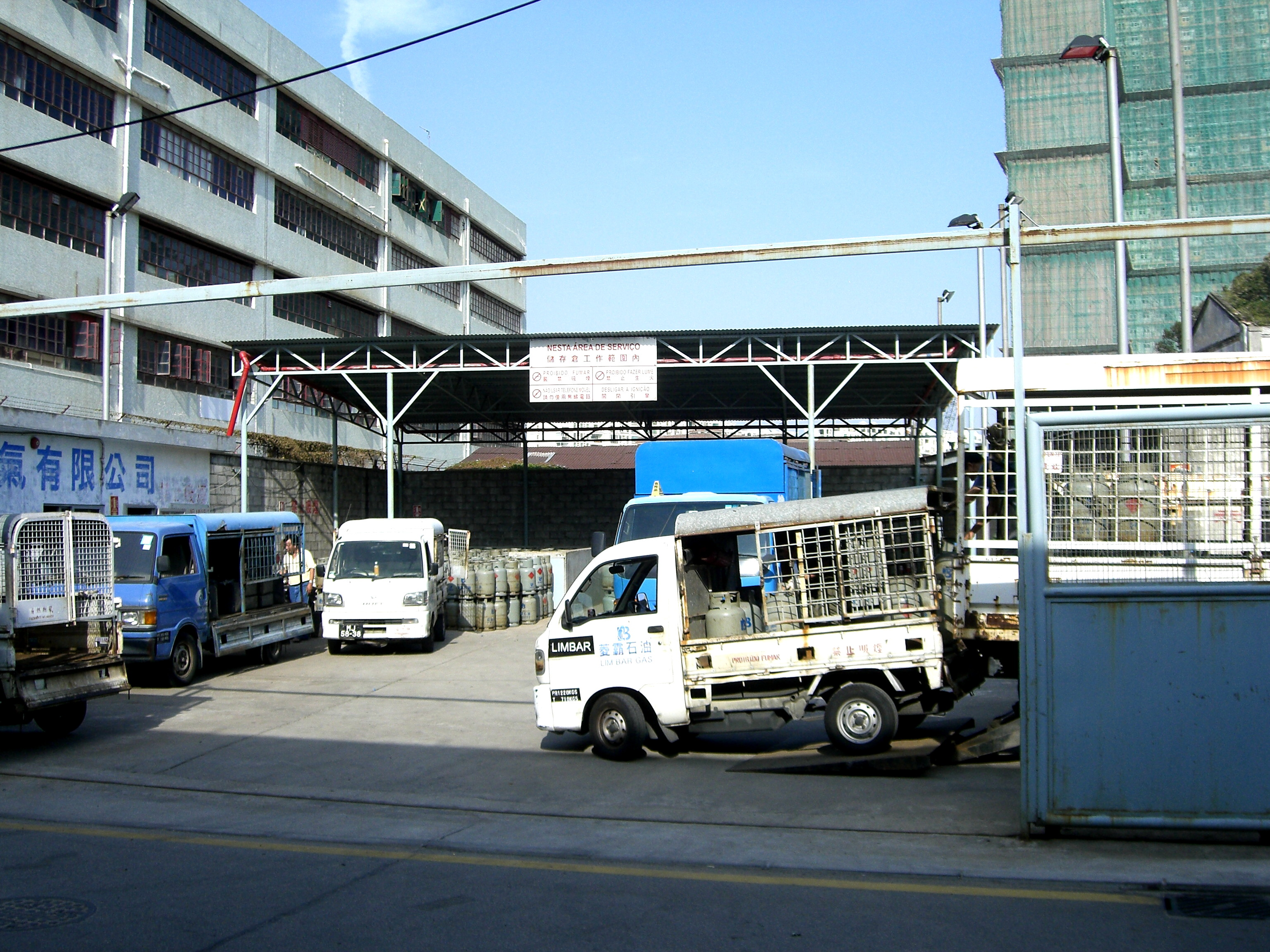
菱霸石油氣儲存倉內存有多罐石油氣

由於發生爆炸的地點位於各個中途倉之間，而這些中途倉又與民居非常接近；雖然是次大火並無波及任何倉庫，但有專家指出如果其中一個被波及，其附近區域均會被夷為平地，故引起了各界注意到中途倉設置的地點是否合適，在事件後數天的澳門立法會會議上均有議員就此提出質詢。
站在青洲居民立場，他們認為在民居附近設中途倉對他們構成危險，要求把中途倉遷離青洲，更認為應把中途倉設在離島；又或在青洲設立消防分站。而澳門石油業商會也同意中途倉應遠離民居，卻認為在澳門半島設中途倉仍有必要，因為這樣可以減省許多運輸成本。
有鑑於此，澳門政府曾經計劃把中途倉遷到筷子基北灣；雖然選址已遠離民居達200米（國際標準為30米），但遭筷子基居民以中途倉會污染環境等理由反對，認為可以保留青洲中途倉而遷走青洲居民。後來政府決定暫時保留中途倉，而只拆除華大罐氣棚內的「氣球」，並承諾會繼續研究搬遷方案。最終「氣球」在2004年中被拆卸；然而，即使多年來青洲居民多次遞信政府和舉行會議催促盡快搬走中途倉，可是政府至今未有任何遷出中途倉的方案出台。而青洲坊會則認為要重新評估中途倉的作用，並表示在搬遷落實前要加強各中途倉和周邊環境安全設施，及應逐步減少各中途倉的易燃品儲存量。

## 相關事件
在2010年1月26日, 一名因多次違紀被革職的前司法警察局人員在當時位於龍嵩街的司法警察局大樓外企圖自焚被制止。過程中當事人大聲呼喊, 稱是次火警是人為做成, 而非意外, 並指控時任司警局局長黃少澤就此事收受賄賂。司警局及黃少澤本人否認他的說法, 並回應當事人在火警發生後主動向局方提交一份「情報」, 指火警是人為造成, 涉及犯罪要求局方調查, 惟調查結果與當事人提交的「情報」不符。

## 備註
1. ↑  事發當日平均氣溫為29.5攝氏度。[參⁠ 8]
2. ↑   註:

## 外部連結
- ~青洲爆炸~ Photo Gallery by TST MCU at pbase.com（页面存档备份，存于）